# ماتسویی کیشیرو
ماتسویی کیشیرو (به ژاپنی: 松井 慶四郎, Matsui Keishirō)؛ ۰ مارس ۱۸۶۸ – ۱ ژانویهٔ ۱۹۴۶) دیپلمات، و سیاستمدار، وزیر امور خارجه ژاپن بود.